# Over (cricket)
I sporten cricket er en over et sæt af seks bolde, der bliver kastet af en kaster fra den ene ende af en cricket pitch.
I en normal over kastes der seks bolde - en ad gangen - til gærdespilleren, som står på den anden ende. Efter de seks bolde kalder dommeren "over", og en anden kaster skal kaste den næste over fra den anden ende af pitchen. Anføreren af holdet, der står i marken, må bestemme hvilke kastere han vil bruge, men ingen kaster må kaste to overs i træk.
| Sport | Spire Denne artikel om sport er en spire som bør udbygges. Du er velkommen til at hjælpe Wikipedia ved at udvide den. |